# Hexanauplis
Hexanauplia és una classe de crustacis que comprèn 2 subclasses: Copepoda i Tantulocarida.

## Classificació
Segons World Register of Marine Species:
- Subclasse Copepoda Milne Edwards, 1840
  - Infraclasse Copepoda incertae sedis
  - Infraclasse Neocopepoda Huys & Boxshall, 1991
    - Superordre Gymnoplea Giesbrecht, 1882
      - Ordre Calanoida Sars G. O., 1903
        - Família Acartiidae Sars G.O., 1903
        - Família Aetideidae Giesbrecht, 1892
        - Família Arctokonstantinidae Markhaseva & Kosobokova, 2001
        - Família Arietellidae Sars G.O., 1902
        - Família Augaptilidae Sars G.O., 1905
        - Família Bathypontiidae Brodsky, 1950
        - Família Calanidae Dana, 1849
        - Família Candaciidae Giesbrecht, 1893
        - Família Centropagidae Giesbrecht, 1893
        - Família Clausocalanidae Giesbrecht, 1893
        - Família Diaixidae Sars G.O., 1902
        - Família Discoidae Gordejeva, 1975
        - Família Epacteriscidae Fosshagen, 1973
        - Família Eucalanidae Giesbrecht, 1893
        - Família Euchaetidae Giesbrecht, 1893
        - Família Fosshageniidae Suárez-Morales & Iliffe, 1996
        - Família Heterorhabdidae Sars G.O., 1902
        - Família Hyperbionycidae Ohtsuka, Roe & Boxshall, 1993
        - Família Kyphocalanidae Markhaseva & Schulz, 2009
        - Família Lucicutiidae Sars G.O., 1902
        - Família Megacalanidae Sewell, 1947
        - Família Mesaiokeratidae Matthews, 1961
        - Família Metridinidae Sars G.O., 1902
        - Família Nullosetigeridae Soh, Ohtsuka, Imabayashi & Suh, 1999
        - Família Paracalanidae Giesbrecht, 1893
        - Família Parapontellidae Giesbrecht, 1893
        - Família Parkiidae Ferrari F.D. & Markaseva, 1996
        - Família Phaennidae Sars G.O., 1902
        - Família Pontellidae Dana, 1852
        - Família Pseudocyclopidae Giesbrecht, 1893
        - Família Pseudocyclopiidae Sars G.O., 1902
        - Família Pseudodiaptomidae Sars G.O., 1902
        - Família Rhincalanidae Geletin, 1976
        - Família Rostrocalanidae Markhaseva, Schulz & Martínez Arbizu, 2009
        - Família Ryocalanidae Andronov, 1974
        - Família Scolecitrichidae Giesbrecht, 1893
        - Família Spinocalanidae Vervoort, 1951
        - Família Stephidae Sars G.O., 1902
        - Família Subeucalanidae Giesbrecht, 1893
        - Família Sulcanidae Nicholls, 1945
        - Família Temoridae Giesbrecht, 1893
        - Família Tharybidae Sars G.O., 1902
        - Família Tortanidae Sars G.O., 1902

    - Superordre Podoplea Giesbrecht, 1882
      - Ordre Cyclopoida Burmeister, 1834
        - Subordre Cyclopicinida Khodami, Mercado-Salas, Tang & Martinez Arbizu, 2019
          - Família Cyclopicinidae Khodami, Vaun MacArthur, Blanco-Bercial & Martinez Arbizu, 2017

        - Subordre Cyclopida Khodami, Mercado-Salas, Tang & Martínez Arbizu, 2019
          - Família Ascidicolidae Thorell, 1859
          - Família Botryllophilidae Sars G.O., 1921
          - Família Buproridae Thorell, 1859
          - Família Cyclopidae Rafinesque, 1815
          - Família Doropygidae Sars G.O., 1921
          - Família Enterognathidae Illg & Dudley, 1980
          - Família Enteropsidae Thorell, 1859
          - Família Euryteidae Monchenko, 1974
          - Família Fratiidae Ho, Conradi & López-González, 1998
          - Família Halicyclopidae Kiefer, 1927
          - Família Lernaeidae Cobbold, 1879

        - Subordre Ergasilida Khodami, Mercado-Salas, Tang & Martínez Arbizu, 2019
          - Família Abrsiidae Karanovic, 2008
          - Família Anchimolgidae Humes & Boxshall, 1996
          - Família Anomoclausiidae Gotto, 1964
          - Família Antheacheridae Sars M., 1870
          - Família Anthessiidae Humes, 1986
          - Família Bomolochidae Claus, 1875
          - Família Bradophilidae Marchenkov, 2002
          - Família Catiniidae Bocquet & Stock, 1957
          - Família Chondracanthidae Milne Edwards, 1840
          - Família Choreftriidae Uyeno, 2022
          - Família Clausidiidae Embleton, 1901
          - Família Clausiidae Giesbrecht, 1895
          - Família Corallovexiidae Stock, 1975
          - Família Corycaeidae Dana, 1852
          - Família Echiurophilidae Delamare Deboutteville & Nunes-Ruivo, 1955
          - Família Entobiidae Ho, 1984
          - Família Erebonasteridae Humes, 1987
          - Família Ergasilidae Burmeister, 1835
          - Família Eunicicolidae Sars G.O., 1918
          - Família Gadilicolidae Boxshall & O'Reilly, 2015
          - Família Gastrodelphyidae List, 1889
          - Família Giselinidae Martínez Arbizu, 2000
          - Família Herpyllobiidae Hansen, 1892
          - Família Intramolgidae Marchenkov & Boxshall, 1995
          - Família Iveidae Tung, Cheng, Lin, Ho, Kuo, Yu & Su, 2014
          - Família Jasmineiricolidae Boxshall, O'Reilly, Sikorski & Summerfield, 2015
          - Família Kelleriidae Humes & Boxshall, 1996
          - Família Lamippidae Joliet, 1882
          - Família Leaniricolidae Huys, 2016
          - Família Lichomolgidae Kossmann, 1877
          - Família Lubbockiidae Huys & Böttger-Schnack, 1997
          - Família Macrochironidae Humes & Boxshall, 1996
          - Família Makrostrotidae Huys, Fatih, Ohtsuka & Llewellyn-Hughes, 2012
          - Família Mesoglicolidae Zulueta, 1911
          - Família Micrallectidae Huys, 2001
          - Família Myicolidae Yamaguti, 1936
          - Família Mytilicolidae Bocquet & Stock, 1957
          - Família Nereicolidae Claus, 1875
          - Família Octopicolidae Humes & Boxshall, 1996
          - Família Oncaeidae Giesbrecht, 1893
          - Família Paralubbockiidae Boxshall & Huys, 1989
          - Família Philichthyidae Vogt, 1877
          - Família Philoblennidae Izawa, 1976
          - Família Pholoicolidae Boxshall, O'Reilly, Sikorski & Summerfield, 2019
          - Família Phyllodicolidae Delamare Deboutteville & Laubier, 1961
          - Família Pionodesmotidae Bonnier, 1898
          - Família Polyankyliidae Ho & Kim I.H., 1997
          - Família Praxillinicolidae Huys, 2016
          - Família Pseudanthessiidae Humes & Stock, 1972
          - Família Rhynchomolgidae Humes & Stock, 1972
          - Família Sabelliphilidae Gurney, 1927
          - Família Saccopsidae Lützen, 1964
          - Família Sapphirinidae Thorell, 1859
          - Família Schminkepinellidae Martínez Arbizu, 2006
          - Família Serpulidicolidae Stock, 1979
          - Família Shiinoidae Cressey, 1975
          - Família Spiophanicolidae Ho, 1984
          - Família Splanchnotrophidae Norman & Scott T., 1906
          - Família Strepidae Cheng, Liu & Dai, 2016
          - Família Synapticolidae Humes & Boxshall, 1996
          - Família Synaptiphilidae Bocquet & Stock, 1957
          - Família Taeniacanthidae Wilson C.B., 1911
          - Família Telsidae Ho, 1967
          - Família Thamnomolgidae Humes & Boxshall, 1996
          - Família Urocopiidae Humes & Stock, 1972
          - Família Vahiniidae Humes, 1967
          - Família Ventriculinidae Leigh-Sharpe, 1934
          - Família Xarifiidae Humes, 1960
          - Família Xenocoelomatidae Bresciani & Lutzen, 1966

        - Subordre Oithonida Khodami, Mercado-Salas, Tang & Martínez Arbizu, 2019
          - Família Archinotodelphyidae Lang, 1949
          - Família Chitonophilidae Avdeev & Sirenko, 1991
          - Família Chordeumiidae Boxshall, 1988
          - Família Cucumaricolidae Bouligand & Delamare-Deboutteville, 1959
          - Família Cyclopettidae Martínez Arbizu, 2000
          - Família Cyclopinidae Sars G.O., 1913
          - Família Hemicyclopinidae Martínez Arbizu, 2001
          - Família Mantridae Leigh-Sharpe, 1934
          - Família Notodelphyidae Dana, 1853
          - Família Oithonidae Dana, 1853
          - Família Psammocyclopinidae Martínez Arbizu, 2001
          - Família Pterinopsyllidae Sars G.O., 1913
          - Família Smirnovipinidae Khodami, Vaun MacArthur, Blanco-Bercial & Martinez Arbizu, 2017
          - Família Speleoithonidae Rocha & Iliffe, 1991
          - Família Thaumatopsyllidae Sars G.O., 1913
          - Família Cyclopoida incertae sedis

    - Ordre Harpacticoida Sars M., 1903
      - Família Adenopleurellidae Huys, 1990
      - Família Aegisthidae Giesbrecht, 1893
      - Família Ameiridae Boeck, 1865
      - Família Ancorabolidae Sars G.O., 1909
      - Família Arenopontiidae Martínez Arbizu & Moura, 1994
      - Família Argestidae Por, 1986
      - Família Balaenophilidae Sars G.O., 1910
      - Família Canthocamptidae Brady, 1880
      - Família Cletodidae Scott T., 1904
      - Família Cletopsyllidae Huys & Willems, 1989
      - Família Cristacoxidae Huys, 1990
      - Família Cylindropsyllidae Sars G.O., 1909
      - Família Dactylopusiidae Lang, 1936
      - Família Darcythompsoniidae Lang, 1936
      - Família Ectinosomatidae Sars G.O., 1903
      - Família Hamondiidae Huys, 1990
      - Família Harpacticidae Dana, 1846
      - Família Harpacticoida incertae sedis
      - Família Idyanthidae Lang, 1948
      - Família Laophontidae Scott T., 1904
      - Família Laophontopsidae Huys & Willems, 1989
      - Família Latiremidae Božić, 1969
      - Família Leptastacidae Lang, 1948
      - Família Leptopontiidae Lang, 1948
      - Família Louriniidae Monard, 1927
      - Família Metidae Boeck, 1873
      - Família Miraciidae Dana, 1846
      - Família Nannopodidae Brady, 1880
      - Família Neobradyidae Olofsson, 1917
      - Família Normanellidae Lang, 1944
      - Família Novocriniidae Huys & Iliffe, 1998
      - Família Orthopsyllidae Huys, 1990
      - Família Parameiropsidae Corgosinho & Martínez Arbizu, 2010
      - Família Paramesochridae Lang, 1944
      - Família Parastenheliidae Lang, 1936
      - Família Parastenocarididae Chappuis, 1940
      - Família Peltidiidae Claus, 1860
      - Família Phyllognathopodidae Gurney, 1932
      - Família Pontostratiotidae Scott A., 1909
      - Família Porcellidiidae Boeck, 1865
      - Família Protolatiremidae Božić, 1969
      - Família Pseudotachidiidae Lang, 1936
      - Família Rhizotrichidae Por, 1986
      - Família Rometidae Seifried & Schminke, 2003
      - Família Rotundiclipeidae Huys, 1988
      - Família Superornatiremidae Huys, 1996
      - Família Tachidiidae Sars G.O., 1909
      - Família Tegastidae Sars G.O., 1904
      - Família Tetragonicipitidae Lang, 1944
      - Família Thalestridae Sars G.O., 1905
      - Família Thompsonulidae Lang, 1944
      - Família Tisbidae Stebbing, 1910
      - Família Zosimeidae Seifried, 2003

    - Ordre Misophrioida Gurney, 1933
      - Família Misophriidae Brady, 1878 (15)
      - Família Palpophriidae Boxshall & Jaume, 2000
      - Família Speleophriidae Boxshall & Jaume, 2000

    - Ordre Monstrilloida Sars G.o., 1901
      - Família Monstrillidae Dana, 1849

    - Ordre Mormonilloida Boxshall, 1979
      - Família Mormonillidae Giesbrecht, 1893

    - Ordre Polyarthra Lang, 1944
      - Família Canuellidae Lang, 1944
      - Família Longipediidae Boeck, 1865

    - Ordre Siphonostomatoida Thorell, 1859
      - Família Archidactylinidae Izawa, 1996
      - Família Artotrogidae Brady, 1880
      - Família Asterocheridae Giesbrecht, 1899
      - Família Brychiopontiidae Humes, 1974
      - Família Caligidae Burmeister, 1835
      - Família Calverocheridae Stock, 1968
      - Família Cancerillidae Giesbrecht, 1897
      - Família Codobidae Boxshall & Ohtsuka, 2001
      - Família Coralliomyzontidae Humes & Stock, 1991
      - Família Dichelesthiidae Milne Edwards, 1840
      - Família Dichelinidae Boxshall & Ohtsuka, 2001
      - Família Dinopontiidae Murnane, 1967
      - Família Dirivultidae Humes & Dojiri, 1981
      - Família Dissonidae Kurtz, 1924
      - Família Ecbathyriontidae Humes, 1987
      - Família Entomolepididae Brady, 1899
      - Família Eudactylinidae Wilson C.B., 1932
      - Família Hatschekiidae Kabata, 1979
      - Família Hyponeoidae Heegaard, 1962
      - Família Kroyeriidae Kabata, 1979
      - Família Lernaeopodidae Milne Edwards, 1840
      - Família Lernanthropidae Kabata, 1979
      - Família Megapontiidae Heptner, 1968
      - Família Micropontiidae Gooding, 1957
      - Família Nanaspididae Humes & Cressey, 1959
      - Família Nicothoidae Dana, 1852
      - Família Pandaridae Milne Edwards, 1840
      - Família Pennellidae Burmeister, 1835
      - Família Pontoeciellidae Giesbrecht, 1895
      - Família Pseudocycnidae Wilson C.B., 1922
      - Família Pseudohatschekiidae Tang, Izawa, Uyeno & Nagasawa, 2010
      - Família Rataniidae Giesbrecht, 1897
      - Família Samarusidae Lee J. & I.H. Kim, 2018
      - Família Sciaenophilidae Heegaard, 1966
      - Família Scottomyzontidae Ivanenko, Ferrari & Smurov, 2001
      - Família Siphonostomatoida incertae sedis
      - Família Sphyriidae Wilson C.B., 1919
      - Família Sponginticolidae Topsent, 1928
      - Família Spongiocnizontidae Stock & Kleeton, 1964
      - Família Stellicomitidae Humes & Cressey, 1958
      - Família Tanypleuridae Kabata, 1969
      - Família Trebiidae Wilson C.B., 1905

- Infraclasse Progymnoplea Lang, 1948
  - Ordre Platycopioida Fosshagen, 1985
    - Família Platycopiidae SArs G. O., 1911

- Subclasse Tantulocarida Boxshall & Lincoln, 1983
  - Família Basipodellidae Boxshall & Lincoln, 1983
  - Família Cumoniscidae Nierstrasz & Brender à Brandis, 1923
  - Família Deoterthridae Boxshall & Lincoln, 1987
  - Família Doryphallophoridae Huys, 1991
  - Família Microdajidae Boxshall & Lincoln, 1987
  - Família Onceroxenidae Huys, 1991